# Josef Plank (Politiker)

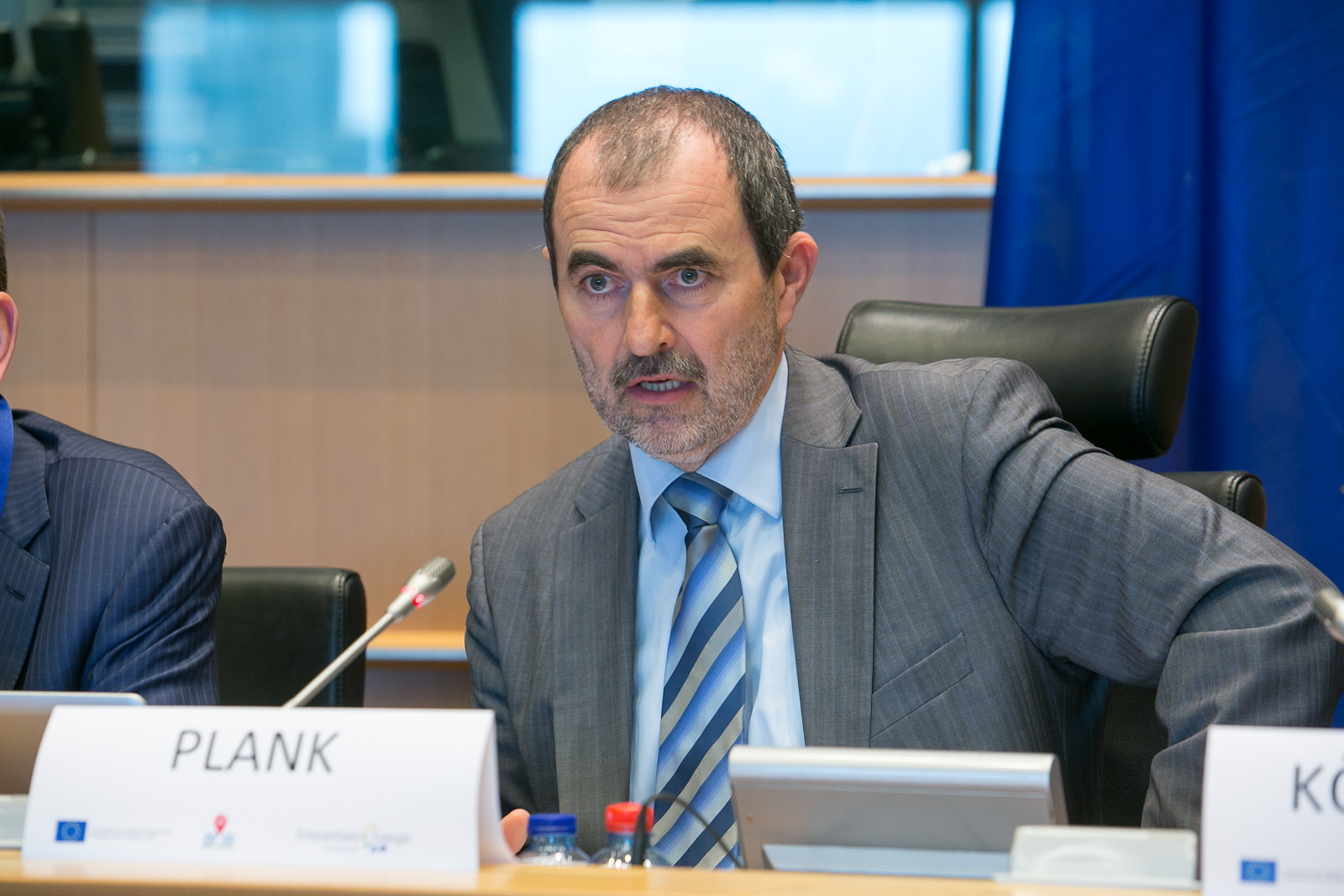
Josef Plank (2015)

Josef Plank (* 29. August 1958 in Reinsberg) ist ein österreichischer Agrarökonom und Politiker der ÖVP. Von 2000 bis 2009 war er Landesrat in Niederösterreich.

## Leben
Plank ist Sohn einer Bergbauernfamilie. Nach der Matura am Bundesoberstufenrealgymnasium Scheibbs studierte er an der Universität für Bodenkultur in Wien. Anschließend war er in der Landwirtschaftskammer für Vieh- und Fleischmarketing zuständig. 1993 wechselte er zum Agrarmarkt Austria, dessen Vorstandsvorsitzender er ab 1996 war. Am 2000 holte ihn Erwin Pröll in die Niederösterreichische Landesregierung. Plank wurde am 29. Juni Landesrat und ist u. a. für Angelegenheiten der Landwirtschaft, Jagd, Fischerei- und Forstwirtschaft, sowie der Feuerpolizei zuständig. Am 18. Februar 2009 wurde bekannt, dass Plank sein Mandat als Landesrat aus persönlichen Gründen zurücklegt. Am 19. Februar 2009 wurde Stephan Pernkopf, bisher Kabinettschef von Vizekanzler Josef Pröll, als neuer Agrarlandesrat von Landeshauptmann Erwin Pröll präsentiert.
Josef Plank übernahm 2009 die Geschäftsführung der RENERGIE Raiffeisen Managementgesellschaft für erneuerbare Energie GmbH und zuständig für Projektakquisition und Projektentwicklung.
Anschließend war er Generalsekretär der Landwirtschaftskammer Österreich und Obmann des Österreichischen Biomasse-Verbandes.
Zwischen Jänner 2018 und Mai 2019 war er Generalsekretär im Bundesministerium für Nachhaltigkeit und Tourismus.
Seit 2019 ist Josef Plank Leiter der Abteilung für Wirtschafts-, Agrar- und Europafragen im Österreichischen Raiffeisenverband (ÖRV).
Plank ist verheiratet und hat zwei Kinder.

## Mitgliedschaften
- 2011–2015 Präsident beim Dachverband Erneuerbare Energie Österreich
- Am 10. März 2023 wurde er zum Vorsitzenden des Universitätsrat der Universität für Bodenkultur Wien für die Funktionsperiode 2023–2028 gewählt.[5]